# 청주 양수척 효자비
청주 양수척 효자비(淸州 楊水尺 孝子碑)는 충청북도 청주시 상당구 운동동에 있는 조선시대의 효자비이다. 2009년 3월 6일 충청북도의 기념물 제145호로 지정되었다.

## 개요
이 비석은 조선시대의 효자 양수척의 효행을 기려 세운 비석이다. 방형대석 위에 높이 112cm, 폭 34cm, 두께 23cm의 규모로 세웠다.
비석 전면에 ‘양수척효자비’라고 새겨져 있으며, 비신에 사용된 석재인 화강암이 풍화가 많이 되어 비문을 판독하기 어렵다. 전설에 의하면 조선시대에 운동동 속칭‘비선거리󰡑에 살았던 양수척 형제의 효행을 기리기 위해 세운 비석이다.
원래 천민은 성도 없이 돌쇠, 마당쇠 등으로 불렸는데 성은 천민들의 집단인 양·소·부곡에서 양(楊 )을 따서 양수척 효자비라는 비석을 세운 것으로 보인다.
개인집 담장에 바짝 붙어 길거리에 세워져 있는데 풍화로 마모가 심하여 글씨 판독이 매우 어려운 상태이다. 비문은 ‘楊水尺孝子碑󰡑이다.
양수척은 조선시대에 현재의 상당구 운동동 비선거리에서 두 아우와 함께 살았는데, 주위 사람들에게 평판이 좋지 않았고 늙은 어머니에게도 효도를 하지 않았다. 이를 걱정하던 어머니가 드러눕게 되자 고려장을 하려고 하였다고 한다. 이때 남일면 효촌리에 살던 慶大有가 이 소문을 듣고 삼형제를 불러 꾸짖자 양수척 형제는 크게 감화되어 이후 노모에게 효행을 극진히 하였다고 하는데 다음과 같은 전설이 전한다.
어느 날 모친이 중병으로 눕게 되자 청주성으로 들어가 한약을 지어 돌아오는 중에 홍수가 나서 월운천을 건너지 못하고 한탄하고 있는데, 갑자기 하천의 물이 갈라져 건너게 되었으며 약을 달여 모친의 병구완을 하였다고 전하여 온다.
천민신분인 사람에게 효자비를 세워준 것은 매우 드문 예로서 시민들의 교육 자료로 활용될 수 있는 좋은 유물로 문화재로 지정하여 보호할 필요성이 있다.

## 참고 자료
- 청주 양수척 효자비 - 국가유산청 국가유산포털